# Campionati del mondo di ciclismo su pista - Velocità femminile
La velocità femminile è una delle prove inserite nel programma dei campionati del mondo di ciclismo su pista. Si corre dall'edizione 1958, risultando così, insieme all'inseguimento individuale, la prima prova femminile ammessa ai campionati del mondo.
Le prove del 1988 e del 1992 si disputarono nel corso dei Giochi olimpici.

## Albo d'oro
Aggiornato all'edizione 2024.
| Anno | Vincitrice             | Seconda                       | Terza                  |
| ---- | ---------------------- | ----------------------------- | ---------------------- |
| 1958 | Galina Ermolaeva       | Valentina Maksimova           | Jean Dunn              |
| 1959 | Galina Ermolaeva       | Valentina Maksimova           | Jean Dunn              |
| 1960 | Galina Ermolaeva       | Valentina Maksimova-Pantilova | Jean Dunn              |
| 1961 | Galina Ermolaeva       | Valentina Maksimova-Pantilova | Jean Dunn              |
| 1962 | Valentina Savina       | Irina Kiričenko               | Jean Dunn              |
| 1963 | Galina Ermolaeva       | Irina Kiričenko               | Valentina Savina       |
| 1964 | Irena Kiričenko        | Galina Ermolaeva              | Gisèle Caille          |
| 1965 | Valentina Savina       | Galina Ermolaeva              | Karin Stüwe            |
| 1966 | Irena Kiričenko        | Valentina Savina              | Heidi Blobner          |
| 1967 | Valentina Savina       | Irina Kiričenko               | Galina Ermolaeva       |
| 1968 | Alla Baguiniantz       | Irina Kiričenko               | Galina Ermolaeva       |
| 1969 | Galina Careva          | Galina Ermolaeva              | Irina Kiričenko        |
| 1970 | Galina Careva          | Galina Ermolaeva              | Valentina Savina       |
| 1971 | Galina Careva          | Galina Ermolaeva              | Iva Zajíčková          |
| 1972 | Galina Ermolaeva       | Minie Brinkhoff               | Sheila Young           |
| 1973 | Sheila Young           | Iva Zajíčková                 | Galina Ermolaeva       |
| 1974 | Tamara Pilcikova       | Sue Novarra                   | Galina Careva          |
| 1975 | Sue Novarra            | Iva Zajíčková                 | Sheila Young           |
| 1976 | Sheila Young           | Sue Novarra                   | Iva Zajíčková          |
| 1977 | Galina Careva          | Sue Novarra                   | Iva Zajíčková          |
| 1978 | Galina Careva          | Sue Novarra                   | Iva Zajíčková          |
| 1979 | Galina Careva          | Truus van der Plaat           | Sue Novarra            |
| 1980 | Sue Novarra            | Galina Careva                 | Claudia Lommatzsch     |
| 1981 | Sheila Young           | Claudine Vierstraete          | Claudia Lommatzsch     |
| 1982 | Connie Paraskevin      | Sheila Young                  | Claudia Lommatzsch     |
| 1983 | Connie Paraskevin      | Claudia Lommatzsch            | Isabelle Nicoloso      |
| 1984 | Connie Paraskevin      | Erika Salumäe                 | Zhou Suying            |
| 1985 | Isabelle Nicoloso      | Connie Paraskevin             | Natalija Krušelnickaja |
| 1986 | Christa Rothenburger   | Erika Salumäe                 | Connie Paraskevin      |
| 1987 | Erika Salumäe          | Christa Rothenburger          | Connie Paraskevin      |
| 1988 | non disputata          | non disputata                 | non disputata          |
| 1989 | Erika Salumäe          | Galina Enjuchina              | Isabelle Gautheron     |
| 1990 | Connie Paraskevin      | Renée Duprel                  | Rita Razmaitė          |
| 1991 | Ingrid Haringa         | Annett Neumann                | Connie Paraskevin      |
| 1992 | non disputata          | non disputata                 | non disputata          |
| 1993 | Tanya Dubnicoff        | Ingrid Haringa                | Nathalie Even-Lancien  |
| 1994 | Galina Enjuchina       | Félicia Ballanger             | Oksana Grišina         |
| 1995 | Félicia Ballanger      | Ol'ga Sljusareva              | Erika Salumäe          |
| 1996 | Félicia Ballanger      | Annett Neumann                | Magali Humbert         |
| 1997 | Félicia Ballanger      | Michelle Ferris               | Oksana Grišina         |
| 1998 | Félicia Ballanger      | Michelle Ferris               | Tanya Dubnicoff        |
| 1999 | Félicia Ballanger      | Michelle Ferris               | Tanya Dubnicoff        |
| 2000 | Natallja Markaŭničenka | Lori-Ann Muenzer              | Katrin Meinke          |
| 2001 | Svetlana Grankovskaja  | Tammy Thomas                  | Lori-Ann Muenzer       |
| 2002 | Natallja Cylinskaja    | Kerrie Meares                 | Katrin Meinke          |
| 2003 | Svetlana Grankovskaja  | Natallja Cylinskaja           | Nancy Contreras        |
| 2004 | Svetlana Grankovskaja  | Anna Meares                   | Lori-Ann Muenzer       |
| 2005 | Victoria Pendleton     | Tamilla Abasova               | Anna Meares            |
| 2006 | Natallja Cylinskaja    | Victoria Pendleton            | Guo Shuang             |
| 2007 | Victoria Pendleton     | Guo Shuang                    | Anna Meares            |
| 2008 | Victoria Pendleton     | Simona Krupeckaitė            | Jennie Reed            |
| 2009 | Victoria Pendleton     | Willy Kanis                   | Simona Krupeckaitė     |
| 2010 | Victoria Pendleton     | Guo Shuang                    | Simona Krupeckaitė     |
| 2011 | Anna Meares            | Simona Krupeckaitė            | Victoria Pendleton     |
| 2012 | Victoria Pendleton     | Simona Krupeckaitė            | Anna Meares            |
| 2013 | Rebecca James          | Miriam Welte                  | Lee Wai Sze            |
| 2014 | Kristina Vogel         | Zhong Tianshi                 | Lin Junhong            |
| 2015 | Kristina Vogel         | Elis Ligtlee                  | Zhong Tianshi          |
| 2016 | Zhong Tianshi          | Lin Junhong                   | Kristina Vogel         |
| 2017 | Kristina Vogel         | Stephanie Morton              | Lee Wai Sze            |
| 2018 | Kristina Vogel         | Stephanie Morton              | Pauline Grabosch       |
| 2019 | Lee Wai Sze            | Stephanie Morton              | Mathilde Gros          |
| 2020 | Emma Hinze             | Anastasija Vojnova            | Lee Wai Sze            |
| 2021 | Emma Hinze             | Lea Friedrich                 | Kelsey Mitchell        |
| 2022 | Mathilde Gros          | Lea Friedrich                 | Emma Hinze             |
| 2023 | Emma Finucane          | Lea Friedrich                 | Ellesse Andrews        |
| 2024 | Emma Finucane          | Hetty van de Wouw             | Mina Sato              |

## Medagliere
| Pos.   | Nazione          | Oro | Argento | Bronzo | Totale |
| ------ | ---------------- | --- | ------- | ------ | ------ |
| 1      | Unione Sovietica | 21  | 18      | 8      | 47     |
| 2      | Stati Uniti      | 9   | 8       | 8      | 25     |
| 3      | Gran Bretagna    | 9   | 1       | 6      | 16     |
| 3      | Francia          | 7   | 1       | 6      | 14     |
| 5      | Germania         | 6   | 6       | 5      | 17     |
| 6      | Russia           | 4   | 3       | 2      | 9      |
| 7      | Bielorussia      | 3   | 1       | 0      | 4      |
| 8      | Australia        | 1   | 9       | 3      | 13     |
| 9      | Paesi Bassi      | 1   | 5       | 0      | 6      |
| 10     | Cina             | 1   | 4       | 4      | 9      |
| 11     | Canada           | 1   | 1       | 6      | 8      |
| 12     | Germania Est     | 1   | 1       | 2      | 4      |
| 13     | Hong Kong        | 1   | 0       | 3      | 4      |
| 14     | Lituania         | 0   | 3       | 2      | 5      |
| 15     | Cecoslovacchia   | 0   | 2       | 4      | 6      |
| 16     | Germania Ovest   | 0   | 1       | 3      | 4      |
| 17     | Belgio           | 0   | 1       | 0      | 1      |
| 18     | Messico          | 0   | 0       | 1      | 1      |
| 18     | Estonia          | 0   | 0       | 1      | 1      |
| 18     | Nuova Zelanda    | 0   | 0       | 1      | 1      |
| 18     | Giappone         | 0   | 0       | 1      | 1      |
| Totale | Totale           | 65  | 65      | 65     | 195    |

| Pos. | Atleta                | Oro | Argento | Bronzo | Totale |
| ---- | --------------------- | --- | ------- | ------ | ------ |
| 1    | Galina Ermolaeva      | 6   | 5       | 3      | 14     |
| 2    | Galina Careva         | 6   | 1       | 1      | 8      |
| 2    | Victoria Pendleton    | 6   | 1       | 1      | 8      |
| 4    | Félicia Ballanger     | 5   | 1       | 0      | 6      |
| 5    | Connie Paraskevin     | 4   | 1       | 3      | 8      |
| 6    | Kristina Vogel        | 4   | 1       | 1      | 6      |
| 7    | Sheila Young          | 3   | 1       | 2      | 6      |
| 8    | Valentina Savina      | 3   | 1       | 1      | 5      |
| 9    | Natallja Cylinskaja   | 3   | 1       | 0      | 4      |
| 10   | Svetlana Grankovskaja | 3   | 0       | 0      | 3      |